# Frankenturm (Köln)

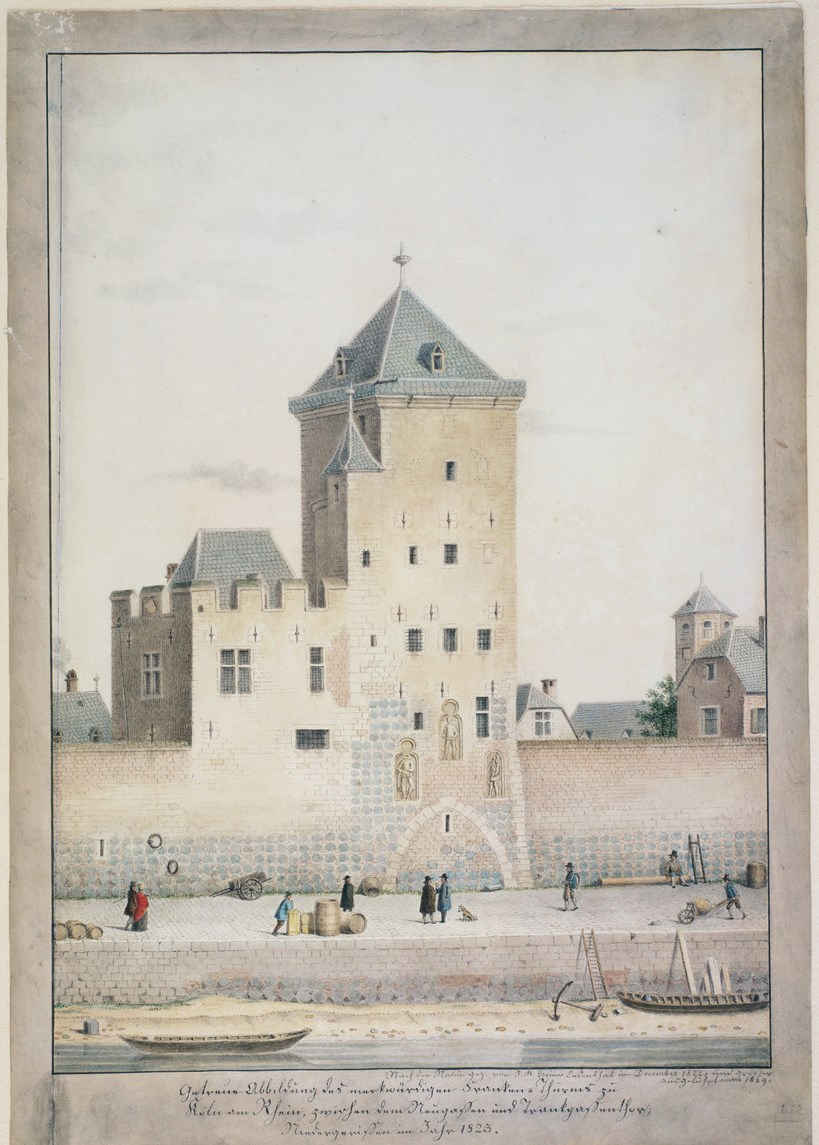
Frankenturm (1822), Tuschzeichnung von Heinrich Oedenthal

Der Kölner  Frankenturm war ein in der nördlichen Vorstadt oberhalb der damaligen Rheinwerft (der heutigen Straße Frankenwerft) stehender mittelalterlicher Turm der Stadtmauer.

## Wehrturm

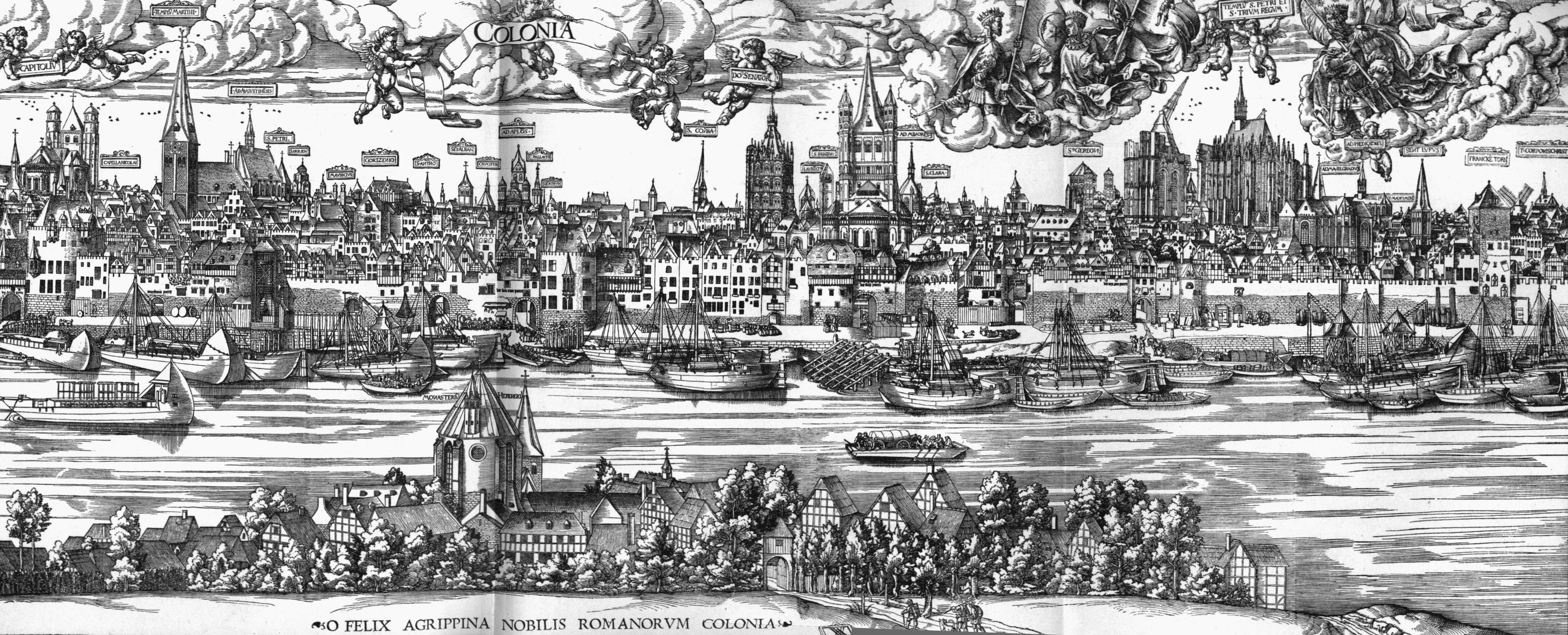
Köln 1531 Anton Woensam Ausschnitt von der Waschpforte bis zum Frankenturm

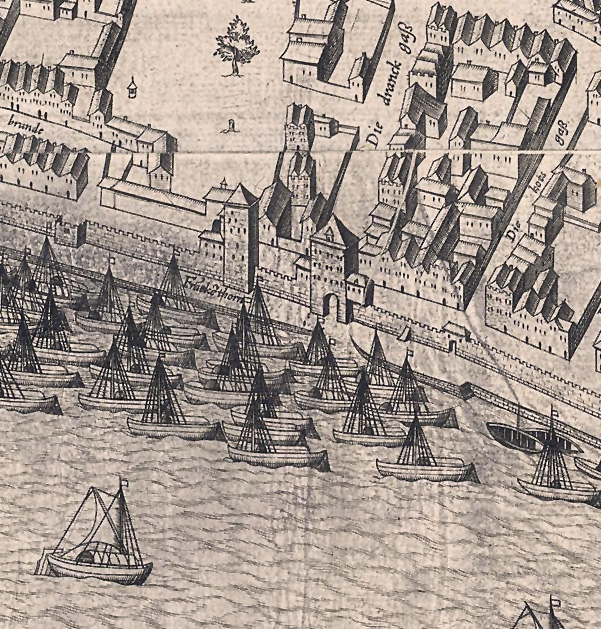
Frankenturm und Umgebung in der Kölner Stadtansicht von 1570 nach Arnold Mercator

Der Frankenturm im Mittelalter auch Franken- thoirn, thorn genannt (s. Mercator) stand am Ende der Trankgasse neben dem „Trankgassentor“. Namensgeber des Turmes war vermutlich ein Burggraf „Franco“ des 12. Jahrhunderts. 1347 nennt man den Turm auch mit Bezug auf die 1164 durch dieses Tor in die Stadt gebrachten Gebeine der Heiligen Drei Könige „turris trium regium“ (Dreikönigsturm). Um 1370 wurde der Turm als „porta Franconis“ erwähnt. Der Tordurchlass, die ehemalige Frankenpforte, wurde um 1500 vermauert. Über dem ehemaligen Durchlass waren an dieser repräsentativen Anlegestelle der Rheinfront drei Steintafeln mit den Bildern der Heiligen drei Könige angebracht, die seit der Niederlegung des Turms im Kölnischen Stadtmuseum aufbewahrt werden.

## Gefängnisturm
So wie beispielsweise der nahegelegene Kunibertsturm war auch der Frankenturm einer der seit dem späten Mittelalter als städtisches Gefängnis genutzten Stadttürme. Hier wurden im Lauf der Jahrhunderte neben vielen der Nachwelt unbekannt gebliebenen auch geschichtsträchtige Personen inhaftiert. So war Adolf Clarenbach zunächst Gefangener im Frankenturm, bevor er dann zur Folter (der sogenannten „peinlichen Befragung“) in den gefürchteten „Cuniberts-Turm“ der ehemaligen „Kunibertsfestung“ in der Nähe der Stiftskirche St. Kunibert gebracht wurde.
Der Turm diente bis ins 18. Jahrhundert als Gefängnis. Er wurde 1856 niedergelegt. Die vor ihm verlaufende Straße, welche seit der mittelalterlichen Zeit „Unter Pöster“ genannt worden war, erhielt um 1812, in der Franzosenzeit, ihren heutigen Namen „Am Frankenturm“.